# Свети Георги (Оздолени)
Вижте пояснителната страница за други значения на Свети Георги.
„Свети Георги“ (на македонска литературна норма: „Свети Ѓорѓи“) е православна църква в охридското село Оздолени, Северна Македония. Църквата е под управлението на Дебърско-Кичевската епархия на Македонска православна църква.
Църквата е гробищен храм, разположен западно от селото. В архитектурно отношение представлява еднокорабна сграда с почти квадратна основа, изградена от кършен камък и тухли. Типична е за постройките от XIV век. От оригиналната живопис са останали единствено фрагменти от лика на Йоан Златоуст в олтара. По-късно храмът е изписан наново.